# Světový den poezie
Světový den poezie je určen na 21. březen. Byl vyhlášen organizací UNESCO na jejím 30. zasedání, které se konalo v říjnu–listopadu roku 1999.
Jedním z hlavních cílů tohoto svátku je podpora jazykové různorodosti a zviditelnění ohrožených jazyků v místě jejich používání. Světový den poezie si také klade za cíl návrat k tradici ústního přednesu básní, chce zlepšit výuku poezie a obnovit dialog mezi představiteli básnického umění a ostatních uměleckých směrů jako je divadlo, tanec, hudba a malířství. Tento svátek by vyhlášen i s cílem podpory malých vydavatelství a vylepšení obrazu poezie v médiích.
Podle generální ředitelky UNESCO Iriny Bokovové: „Světový den poezie vzdává hold mužům a ženám, jejichž jediným nástrojem je jejich jazyk a kteří mají své sny a jednají podle nich. Unesco uznává poezii jako cenný symbol kreativity lidského ducha...“
Světový den poezie se slaví i v kavárnách, barech a restauracích po celém světě. Host, který si ve vybraných podnicích objedná nápoj, za něj může zaplatit napsáním básně. V roce 2015 se této iniciativy zúčastnilo více než 1 100 podniků ze 23 zemí světa, byly mezi nimi i některé z České republiky.